# Volcán El Valle
El Valle de Antón es una población situada a 600m sobre el nivel del mar, en la provincia de Coclé. Esta población se encuentra emplazada en el cráter de un volcán extinto. El complejo del domo de lava comprende los picos de Cerro Pajita, Cerro Gaital y Cerro Caracoral.